# Argentinska havet

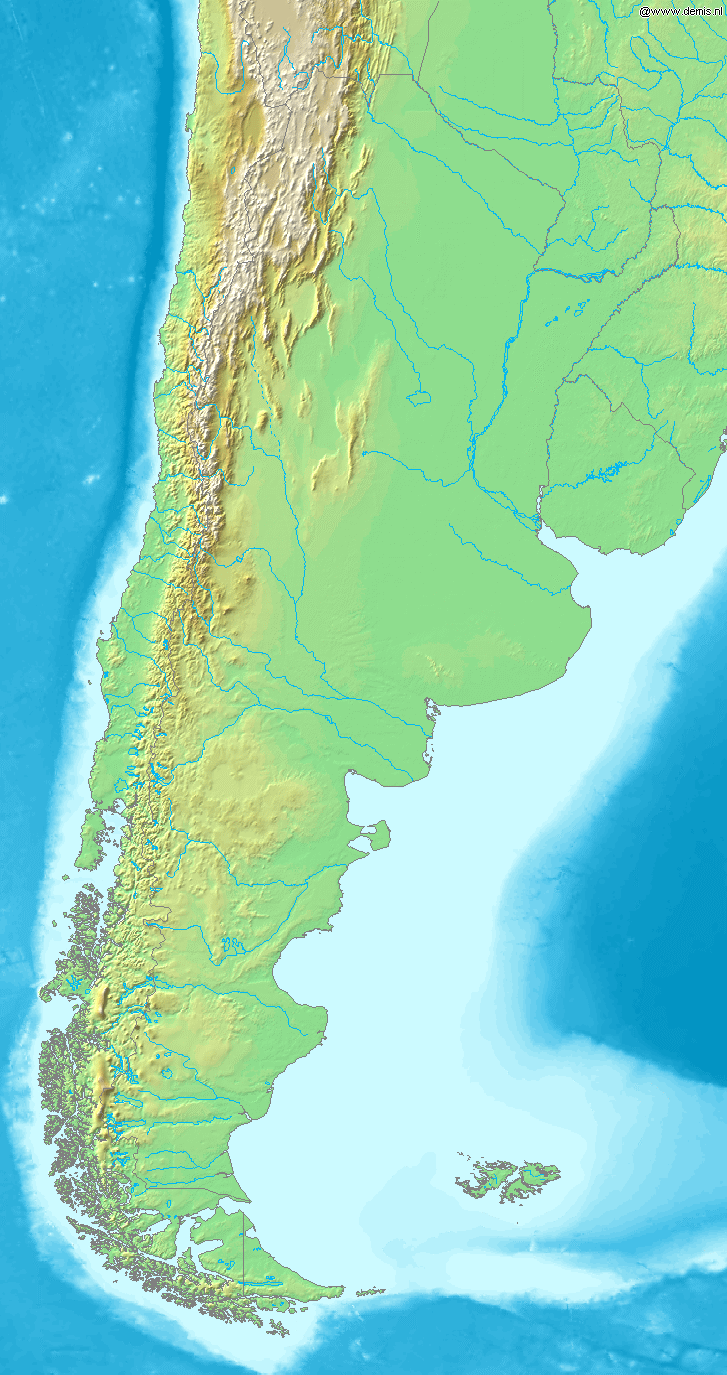
Argentinska havet, utanför Argentinas atlantkust.

Argentinska havet (spanska: Mar Argentino) avser en del av Atlanten inom kontinentalsockeln utanför Argentinas kust. Det är en politisk  term som ofta relaterar till det argentinska anspråket på både Falklandsöarna och Antarktiska halvön. Termen är inte internationellt accepterad av International Hydrographic Organization och finns inte upptagen i listor över oceaner och hav.
Havet är beläget i södra Atlanten utanför den sydöstra kusten av Argentina och sträcker sig från den ungefärliga latituden av Montevideo, Uruguay, söderut till Eldslandet, och är belägen cirka 800 km norr om Antarktis. Argentinska havet har en yta på 1 000 000 km². Det genomsnittliga djupet ligger på 1 205 meter och det maximala djupet på 2 224 meter. Det område som motsvarar den beskrivningen har inget specifikt namn i The Times Atlas of the World. Den citerade statistiken är tveksam eftersom kontinentalsockeln bara inkluderar land till ett djup av 200 meter vilket gör det omöjligt att ha ett medeldjup på 1200 m.   
Argentinska havet vidgas successivt i söder i motsats till förträngningen av den kontinentala massan. Havsplattformen har flera platåer som stiger ned till öst som stora terrasser eller steg. På grund av sina trappformade platåer liknar det argentinska havet morfologiskt det andinska Patagonien.  
Falklandsöarna finns också inom det argentinska havet.